# Seròs
Seròs è un comune spagnolo di 1 771 abitanti situato nella comunità autonoma della Catalogna.